# Helmut Collmann (Politiker)
Helmut Collmann (* 16. September 1939 in Freiburg an der Elbe) ist ein deutscher Lehrer und Politiker aus der Gemeinde Westoverledingen im Landkreis Leer (Ostfriesland). Er gehört der SPD an und war in drei Legislaturperioden direkt gewählter Abgeordneter des Wahlkreises Leer/Borkum im Niedersächsischen Landtag. Dieses Mandat hatte er von 1990 bis 2003 inne.

## Leben
Nach dem Besuch der Volksschule in Wischhafen und Westrhauderfehn wechselte er auf das Gymnasium in Papenburg. Hier legte er im Jahr 1962 sein Abitur ab und begann ein Studium der Pädagogik in Münster und Oldenburg. Zwischen 1967 und 1975 war er als Lehrer in Flachsmeer im Kreis Leer tätig und wurde im Anschluss bis ins Jahr 1983 Ausbildungsleiter und Seminarrektor. Im Jahr 1983 nahm er bis zu seiner Wahl in den niedersächsischen Landtag eine Tätigkeit als Rektor in Zetel und Leer-Loga auf.
Collmann ist seit 1971 Mitglied der SPD und wurde Vorsitzender des SPD-Ortsvereins in Flachsmeer. Er wurde Mitglied des Verwaltungsrates der Sparkasse Leer-Weener sowie Mitglied des Kreditausschusses. Er war als Vorsitzender des Vorstandes des Landeselektrizitätsverbandes Oldenburg (LEV) tätig und als stellvertretender Vorsitzender des Niedersächsischen Fußballverbandes im Kreis Leer.
Im Jahr 1973 wurde er Mitglied des Ortsrates in Flachsmeer und war bis 1986 dort Ortsbürgermeister. Seit 1973 ist er im Gemeinderat Westoverledingen und war hier zwischen 1986 und 1990 Bürgermeister. Im Jahr 1981 wurde er Kreistagsabgeordneter. Er war stellvertretender (ehrenamtlicher) Landrat des Landkreises Leer zwischen 1981 und 1986 und wurde im Jahr 1986 Landrat des Landkreises Leer. Collmann war in der 12. bis 14. Wahlperiode Mitglied des niedersächsischen Landtages.
Ein besonderes inhaltliches Anliegen von Helmut Collmann ist die Bildung und die Entwicklung von Kindern und Jugendlichen. So hat er 1999 das „Bündnis für Bewegung“ mit seinem Aktionsprogramm im Landkreis Leer mitgegründet, das bundesweit Beachtung fand.
Als Schirmherr unterstützt er die Benefizveranstaltung „Ostfriesische Turnshow“, die seit 2005 alle 2 Jahre stattfindet. Ebenso ist er Gründungsmitglied des Ostfriesischen Turn- und Sportfördervereins, der sozial-integrative Bewegungsprojekte für Kinder, Jugendliche und Familien finanziell fördert.
Seit dem 6. September 2002, also noch vor dem Ausscheiden aus dem Landtag, war Collmann Präsident der Ostfriesischen Landschaft. Im November 2008 wurde er für weitere sechs Jahre gewählt. 2014 kandidierte er nach zwölfjähriger Amtszeit aus Altersgründen nicht wieder. Die Landschaftsversammlung wählte daraufhin am 29. November 2014 Rico Mecklenburg aus Emden zum neuen Landschaftspräsidenten.